# Pollice verso (obraz Jeana-Léona Gérôme’a)
Pollice verso – obraz olejny namalowany przez francuskiego malarza i rzeźbiarza Jeana-Léona Gérôme’a w 1872 roku, znajdujący się w zbiorach Phoenix Art Museum w amerykańskim mieście Phoenix w stanie Arizona.

## Opis
Pollice verso, łacińskie określenie oznaczające „odwróconym kciukiem”, to tytuł obrazu przedstawiającego pojedynek gladiatorów w rzymskim Koloseum. Gérôme, znany ze swoich historycznych obrazów narracyjnych, zaczął malować to dzieło przed 1869 rokiem, ale tymczasowo przerwał pracę nad nim podczas wojny francusko-pruskiej. Ostatecznie ukończył obraz w 1872 roku.
W starożytnym Rzymie igrzyska gladiatorów były zarówno formą rozrywki dla mas, jak i formą kary śmierci. Gladiatorzy byli zazwyczaj niewolnikami, skazanymi przestępcami lub jeńcami wojennymi, którzy byli zmuszani do trenowania i stawania się wyszkolonymi wojownikami. Na pierwszym planie obrazu Gérôme’a widać zakończenie pojedynku gladiatorów, w którym zwycięski murmillo zabił dwóch innych murmillów i trzyma prawą stopę na gardle retiariusa. Spogląda w górę w stronę tłumu lub być może samego rzymskiego cesarza, prosząc o pozwolenie na dokończenie walki i stracenie leżącego gladiatora. Być może, aby zasygnalizować litość tłumu i cesarza, retiarius gestykuluje dwoma palcami w górę, przypominając ten sam gest, który często pojawia się w ikonografii katolickiej w okresie bizantyjskim i renesansowym. Tłum wydaje się buczeć i opuszcza kciuki, jednak cesarz nie daje żadnego jednoznacznego gestu, zatem do widza należy odpowiedź, czy pokonany gladiator przeżyje lub umrze.
Podczas gdy współczesna interpretacja tego gestu sugeruje, że „kciuk w dół” był sygnałem, iż pokonany gladiator powinien zostać skazany na śmierć, nie ma żadnych historycznych zapisów, które by to jednoznacznie potwierdzały. Interpretacje historyków i językoznawców nie są tu jednoznaczne, a wręcz przeciwnie do intuicji. Kciuk uniesiony w górę, czy ogólnie wyciągnięty kciuk, mógł oznaczać dezaprobatę (niezadowolenie) i mógł oznaczać śmierć dla gladiatora błagającego o życie, a niektórzy historycy interpretują to jako znak kontynuowania walki do śmierci (zwłaszcza w połączeniu z okrzykiem „Jugula!”). Natomiast zaciskanie kciuków (łac. pollicem premere) lub machanie chusteczką mogło oznaczać wyrażenie aprobaty lub łaskę (zwłaszcza w połączeniu z okrzykiem „Missum!”).
Gérôme zaprezentował Pollice verso na paryskim Salonie w 1873 roku, po czym obraz przekształcono w serię odbitek i wykorzystano jako punkt odniesienia dla jego pełnowymiarowej rzeźby Gladiatorzy (1878).